# Tobago Cycling Classic
El Tobago Cycling Classic és una competició ciclista d'un sol dia que es disputà entre el 1986 i el 2017 al començament de la temporada ciclista a Tobago, una de les illes que forma l'estat de (Trinitat i Tobago). Formava part de l'UCI Amèrica Tour.
La primera edició es disputà el 1986 i va començar com una cursa local. El 2001 la prova va guanyar importància amb l'entrada de ciclistes estrangers i el 2011 va entrar a formar part del calendari de l'UCI Amèrica Tour en categoria 1.2.

## Palmarès
| Any  | Vencedor                   | Segon                       | Tercer                     |
| ---- | -------------------------- | --------------------------- | -------------------------- |
| 2001 | Emile Abraham (TRI)        |                             |                            |
| 2002 | Emile Abraham (TRI)        |                             |                            |
| 2003 | Emile Abraham (TRI)        |                             |                            |
| 2004 | John Lieswyn (USA)         | Scott Zwizanski (USA)       | Emile Abraham (TRI)        |
| 2005 | Ivan Stević (SRB)          |                             |                            |
| 2006 | Bruno Langlois (CAN)       | Emile Abraham (TRI)         | Phil Cortes (CAN)          |
| 2007 | Andreas Henig (GER)        | Erik Mohs (GER)             | Nico Schneider (GER)       |
| 2008 | Heath Blackgrove (NZL)     | Timo Scholz (GER)           | Emile Abraham (TRI)        |
| 2009 | Peter Williams (GBR)       | Lisban Quintero (COL)       | Timo Scholz (GER)          |
| 2010 | James Sparling (CAN)       | Martin Lang (GER)           | Dan Craven (NAM)           |
| 2011 | Riccardo Zoidl (AUT)       | Nick Daems (BEL)            | Matthias Wiele (GER)       |
| 2012 | Darren Matthews (BAR)      | Andrew Bajadali (USA)       | Michael Cuming (GBR)       |
| 2013 | Jaime Ramírez Bernal (COL) | Michael Olheiser (USA)      | Calixto Manuel Bello (USA) |
| 2014 | Óscar Pachón (COL)         | Adderlyn Félix Cruz (DOM)   | Carlos Ospina (COL)        |
| 2015 | Adderlyn Félix Cruz (DOM)  | Darren Matthews (BAR)       | Aurélien Daniel (FRA)      |
| 2016 | James Piccoli (CAN)        | Jaime Ramírez Bernal (COL)  | Adderlyn Félix Cruz (DOM)  |
| 2017 | Peter Schulting (NED)      | Nicklas Amdi Pedersen (DEN) | Marcel Weber (GER)         |